# Kathedrale von Truro

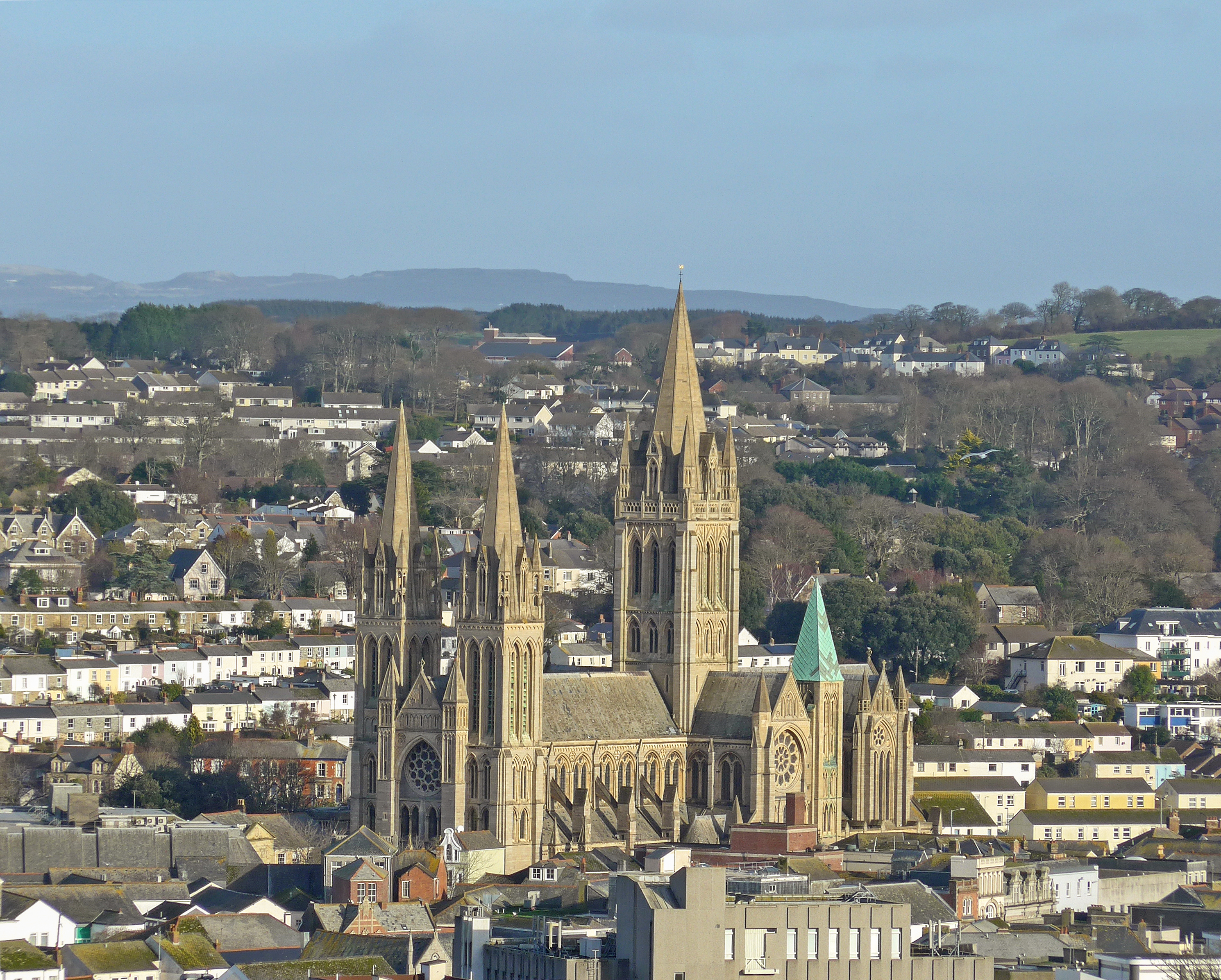
Kathedrale von Truro

Die Kathedrale von Truro (Cathedral Church of the Blessed Virgin Mary) ist eine dem Patrozinium der gesegneten Jungfrau Maria  unterstellte neogotische Bischofskirche der Church of England in der gut 18 km nördlich von Falmouth gelegenen südwestenglischen Stadt Truro in der Grafschaft Cornwall. Ihre ca. 76 m hohe Turmspitze ist das Wahrzeichen der Stadt.

## Geschichte

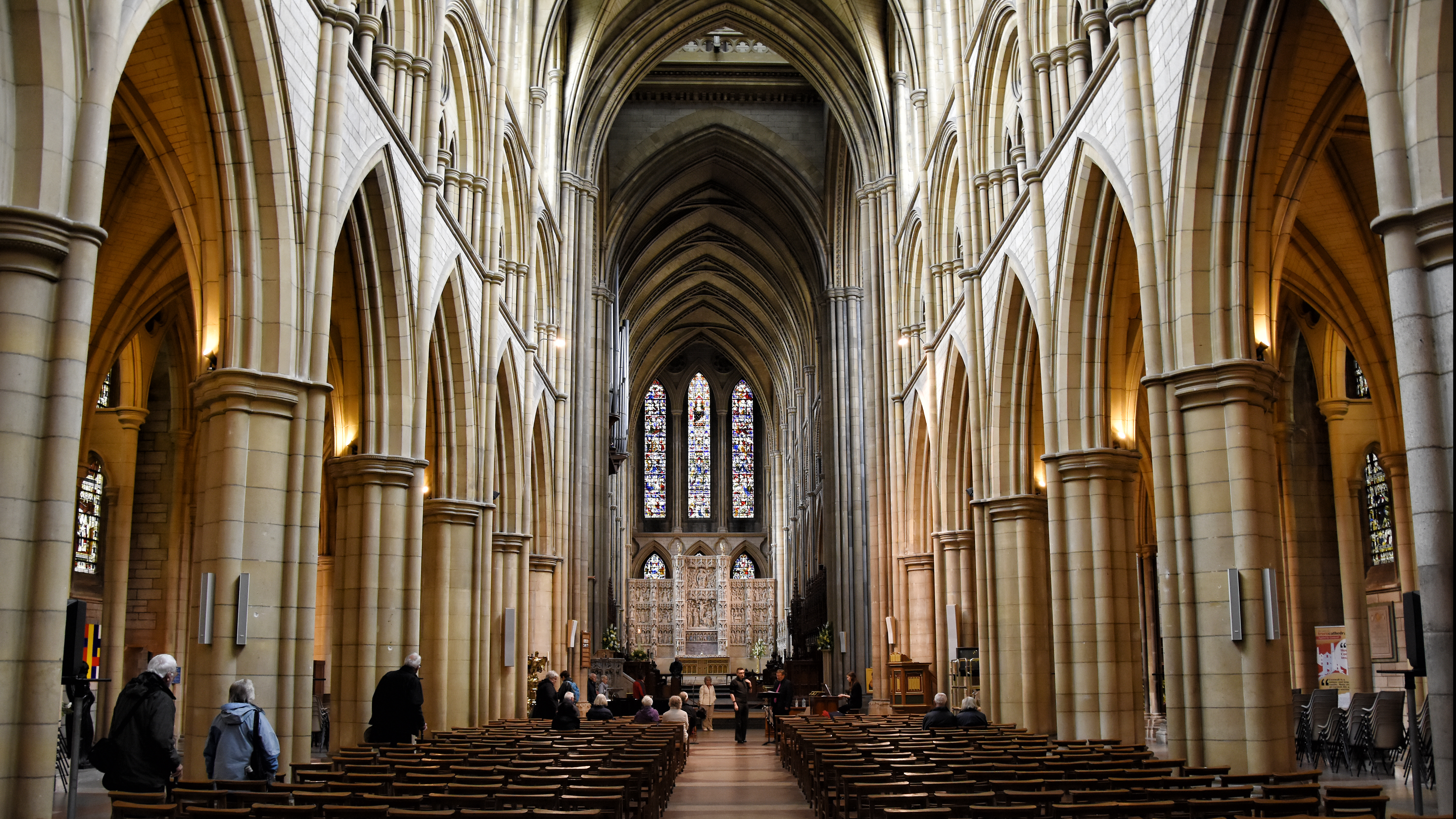
Blick vom Langhaus zur Chorschranke (reredos) nach Osten

Im Jahr 1876 wurde Truro zum Sitz einer Diözese erhoben. Daraufhin wurde der Neubau einer Kathedrale beschlossen; als Architekt wurde John Loughborough Pearson, einer der führenden Kirchenarchitekten Englands, ausgewählt. An der Stelle des Neubaus stand bereits die spätgotische St Mary’s Church, doch wurde diese Ende des Jahres 1880 nahezu vollständig abgerissen und so behalf man sich mehrere Jahre mit einem Holzbau. Im Oktober des Jahres 1887 waren die Ostteile der neuen Kathedrale fertiggestellt. Unter der Bauleitung des Sohnes von J. L. Pearson wurde im Jahr 1905 der Vierungsturm vollendet; fünf Jahre später folgten das Langhaus und die beiden Westtürme.

## Architektur

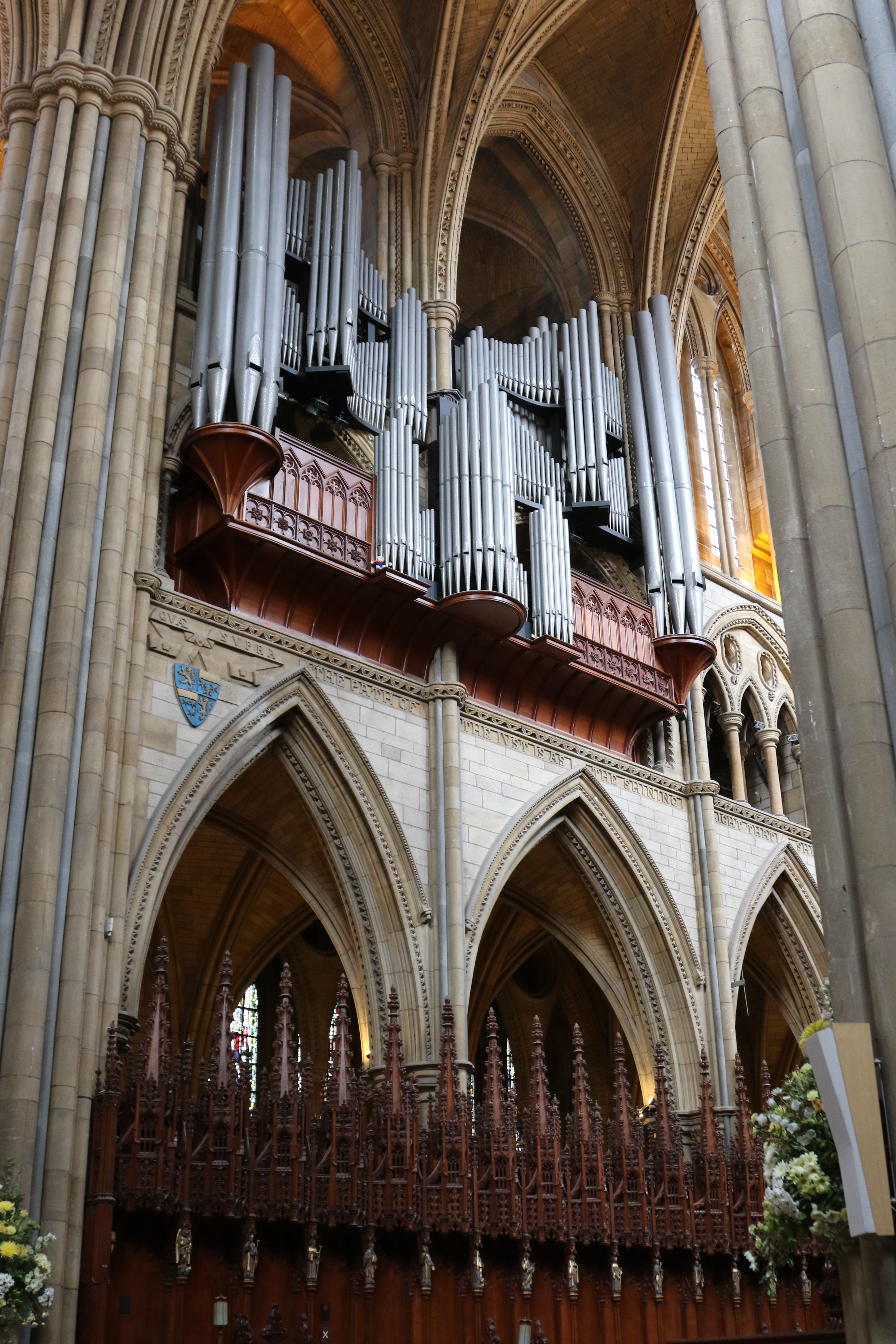
Willis-Hauptorgel

Das Gesamtkonzept der Kathedrale von Truro weist Ähnlichkeiten zur mittelalterlichen Kathedrale von Lincoln (Dreitürmigkeit, Strebewerk) und zur normannischen Abteikirche St-Étienne in Caen (Westtürme) auf. Letztere entwickeln sich konsequent nach oben und enden in zwei Spitzhelmen mit begleitenden Ecktürmchen. Der Bau ist dreischiffig und verfügt über ein mittiges Querhaus (transept), dessen Südseite allerdings im Innern kaum noch zu erkennen ist; die Chorpartie schließt im Osten flach ab. Das im Aufriss dreigeschossige Langhaus zeigt spätromanisch-frühgotische Formen und ist rippengewölbt; es gibt eine Westrose, wohingegen der Chorbereich mit drei doppelgeschossigen Lanzettfenstern abschließt. Über der Vierung erhebt sich ein Laternenturm (lanterne tower) mit einem Rippengewölbe mit zentralem Okulus.
Vom nördlichen Querhausarm bzw. vom daran anschließenden Kreuzgang (cloister) aus führen Treppenaufgänge in das achteckige Kapitelhaus (chapter house), in dem heute ein kleines Café-Restaurant untergebracht ist.

## Ausstattung
Hervorzuheben ist die steinerne, mit Szenen der Passion Christi beschnitzte Altarrückwand (reredos). Das Renaissance-Grabmal der Eheleute Robarts von 1614 stammt aus der Vorgängerkirche.

## Orgeln
Die Hauptorgel ist ein gut erhaltenes Werk von Henry Father Willis mit 44 Registern auf vier Manualen und Pedal, das zuletzt 1991 durch die Firma Mander restauriert wurde. Des Weiteren existiert eine Chororgel mit 13 Registern.
Jährlich findet eine Orgelkonzertreihe mit internationalen Solisten statt.

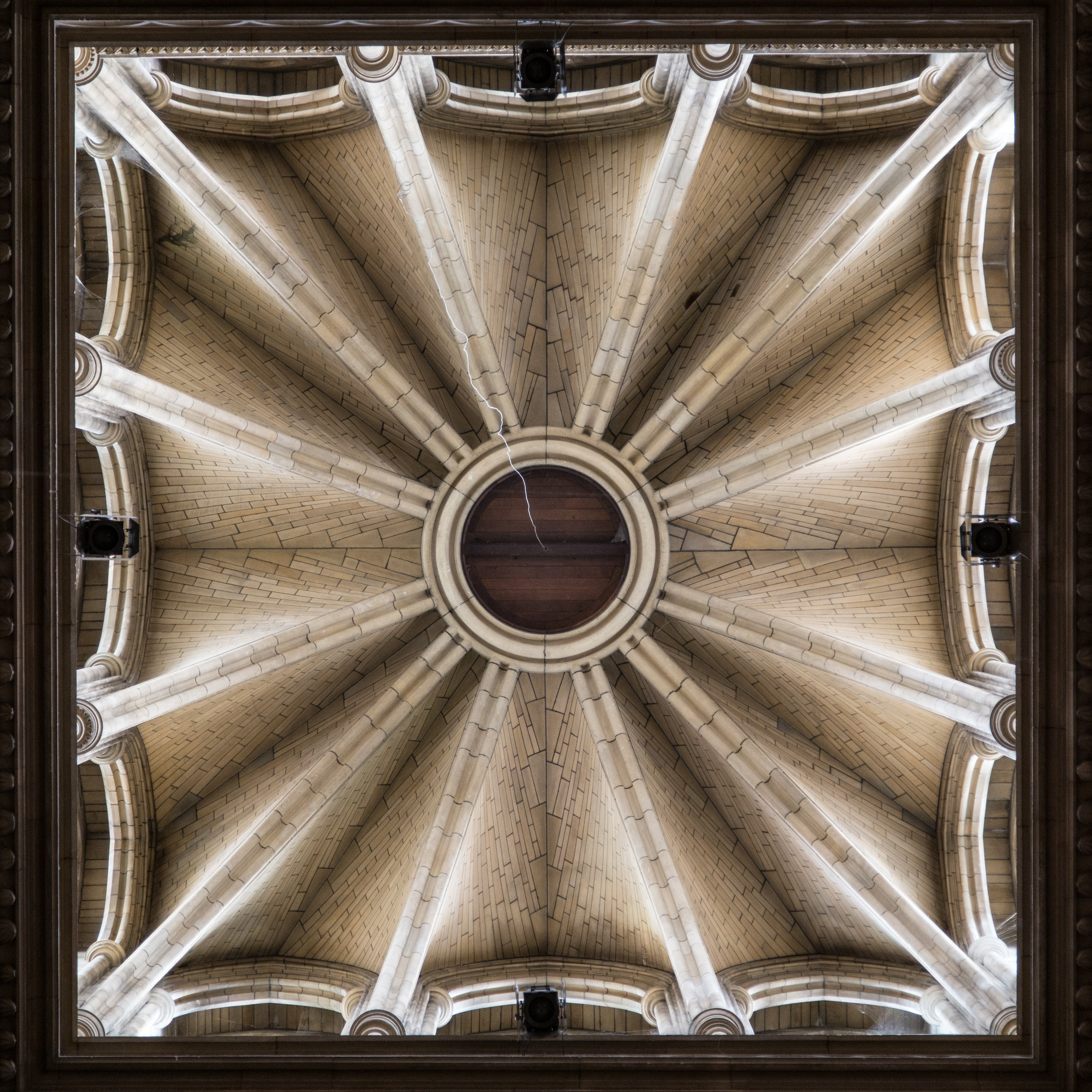
Gewölbe des Laternenturms
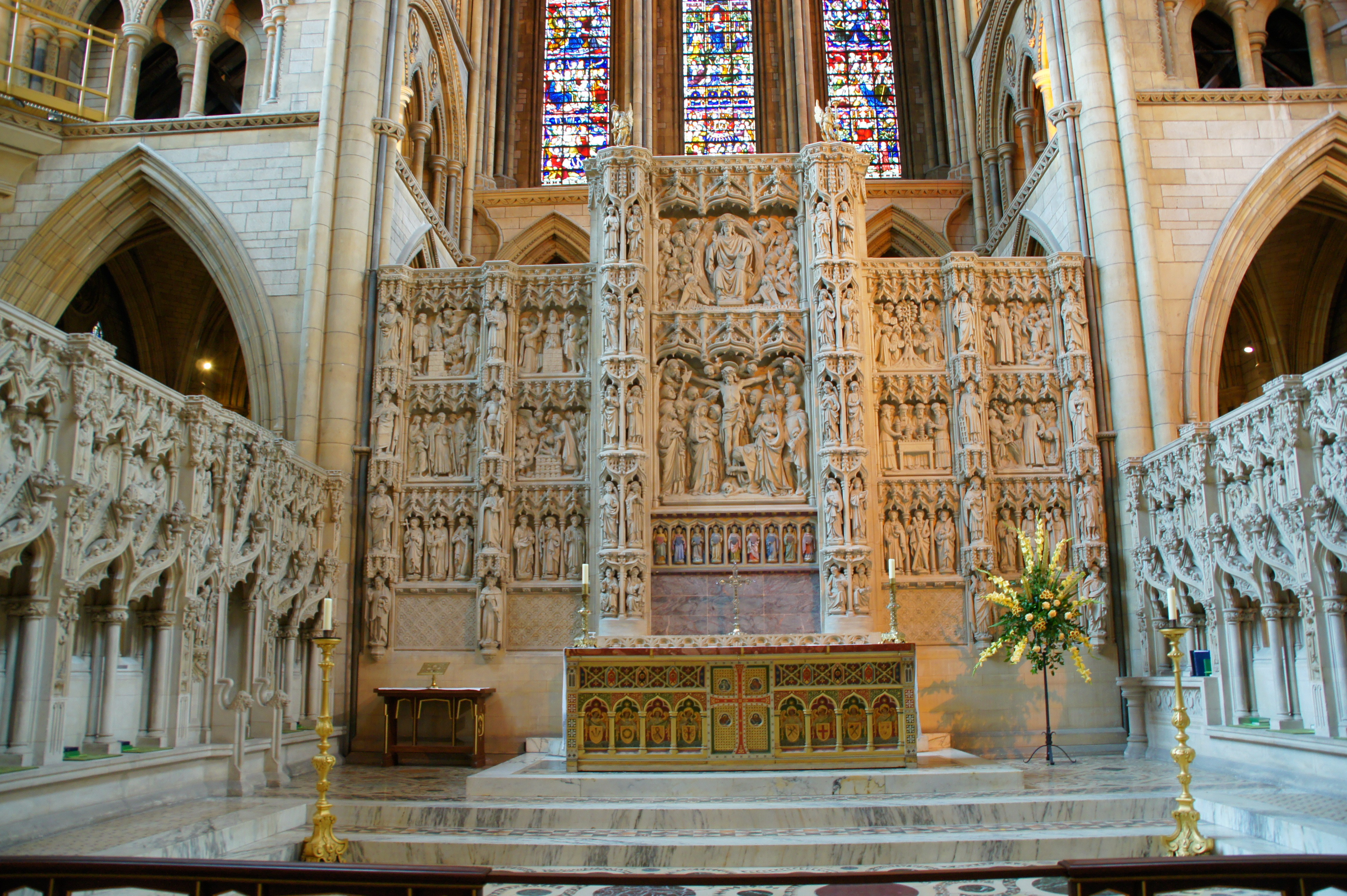
Altarrückwand (reredos)
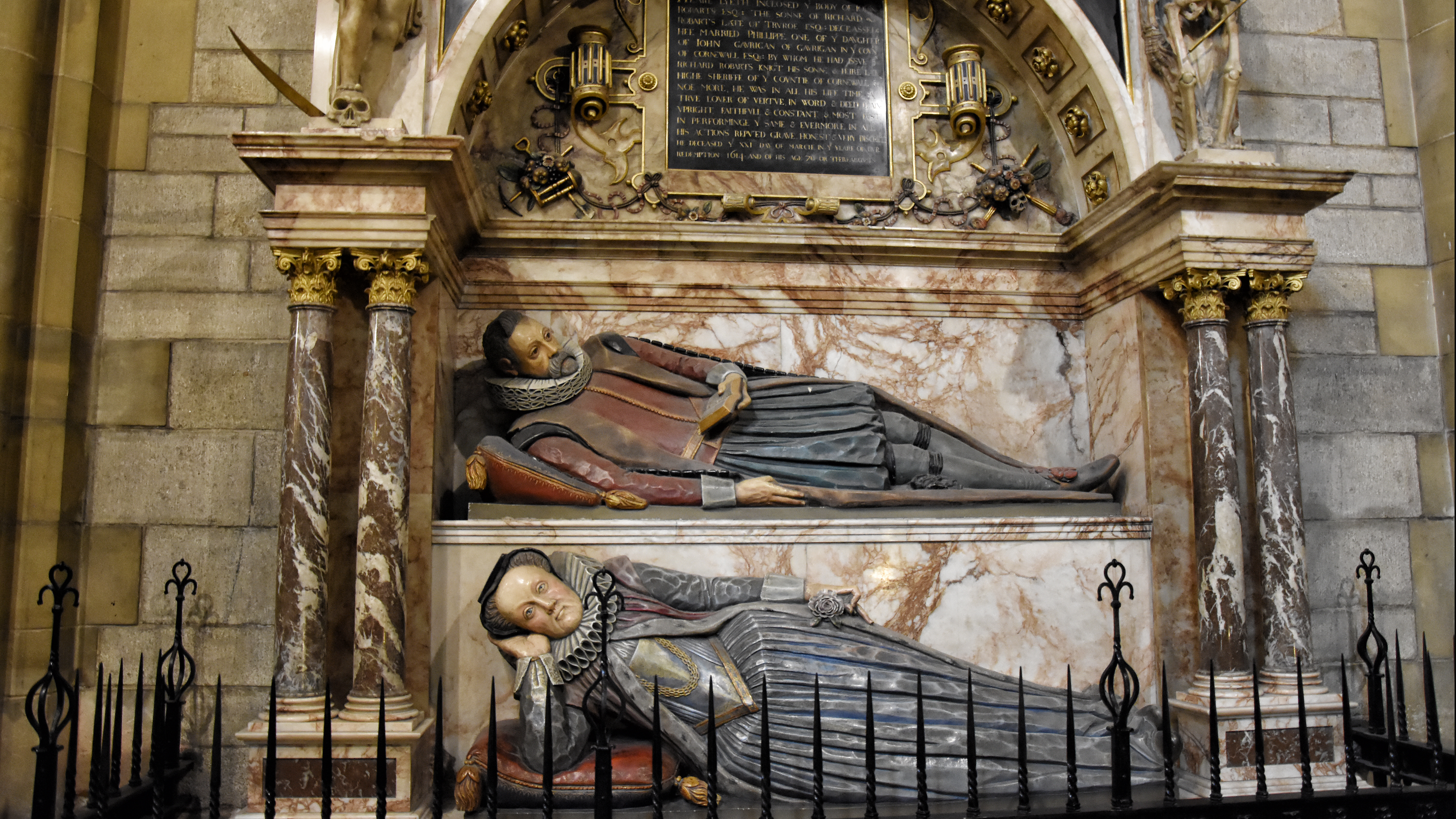
Grabmal der Eheleute Robarts
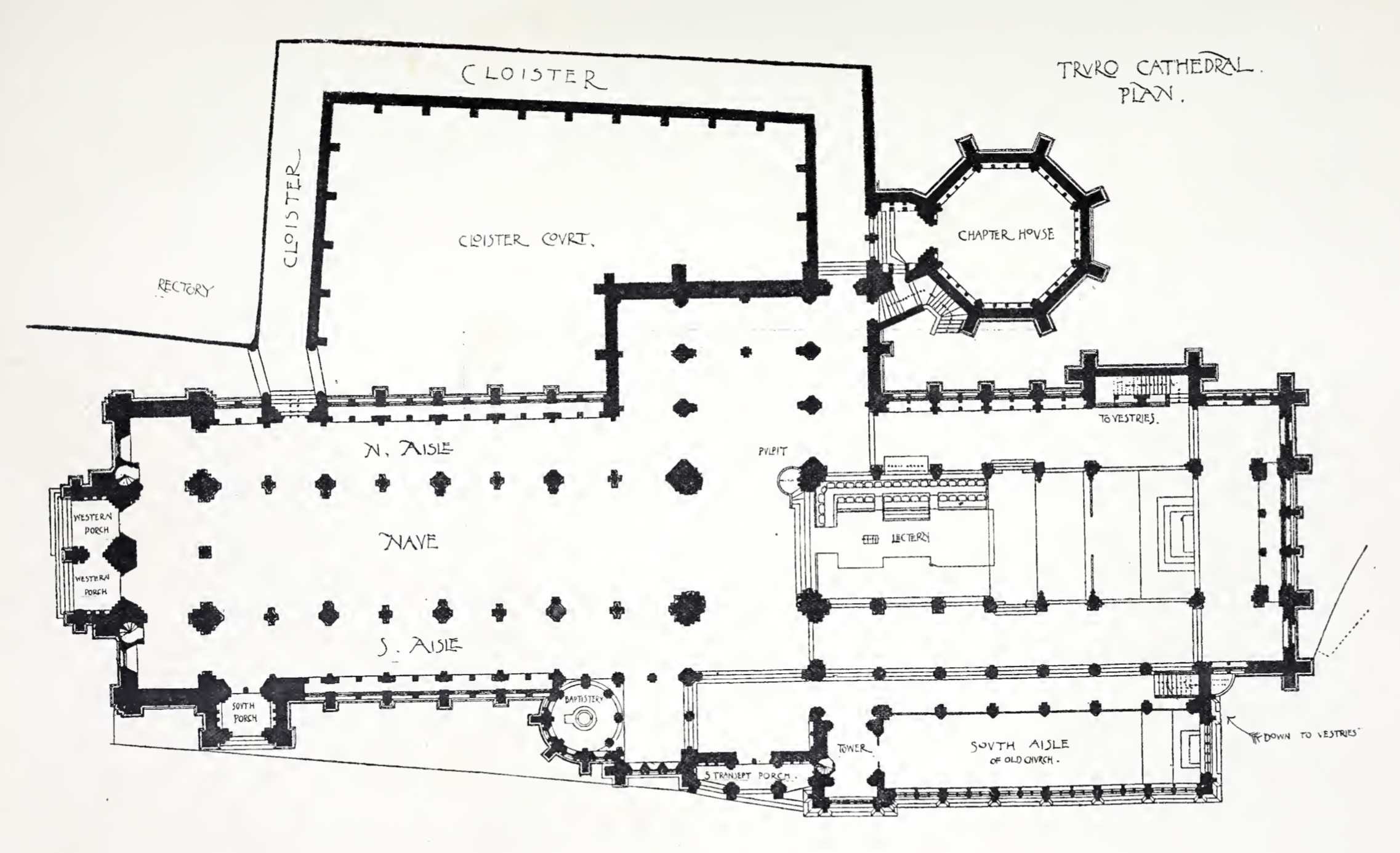
Grundriss